# 代格灵
代格灵（德語：Dägeling）是德国石勒苏益格－荷尔斯泰因州的一个市镇。总面积7.53平方公里，总人口1018人，其中男性503人，女性515人（2011年12月31日），人口密度135人/平方公里。